# NGC 4205
NGC 4205 је спирална галаксија у сазвежђу Змај која се налази на NGC листи објеката дубоког неба.
Деклинација објекта је + 63° 46' 56" а ректасцензија 12h 14m 55,3s. Привидна величина (магнитуда) објекта NGC 4205 износи 13,0 а фотографска магнитуда 13,9. NGC 4205 је још познат и под ознакама UGC 7258, MCG 11-15-38, CGCG 315-27, IRAS 12125+6403, PGC 39143.